# Mongoliin Ünen
Mongoliin Ünen (Монголын үнэн, Mongolska Prawda) - centralny organ prasowy Mongolskiej Partii Ludowej. 
Gazeta został założona w 1920. Podczas okresu socjalistycznego był to główny organ prasowy Mongolii z nakładem 145 000 egzemplarzy.
W latach 1921–1922 gazeta nosiła nazwę „Uria” (Wezwanie), w 1923 zmieniając nazwę na „Ardyn Erkh” (Prawica Ludowa), w 1925 na „Ünen” (Prawda), powracając do „Ardyn Erkh” w latach 90. i 2000. (po rewolucji demokratycznej), zanim w 2010 przemianowano go z powrotem na „Mongoliin Ünen”.

## Siedziba
Redakcja mieści się przy ul. Pekińskiej 21 (Бээжингийн гудамж).